# Blovice
Blovice (in tedesco Blowitz) è una città della Repubblica Ceca facente parte del distretto di Plzeň-jih, nella regione di Plzeň.